# William Hopkinson Cox

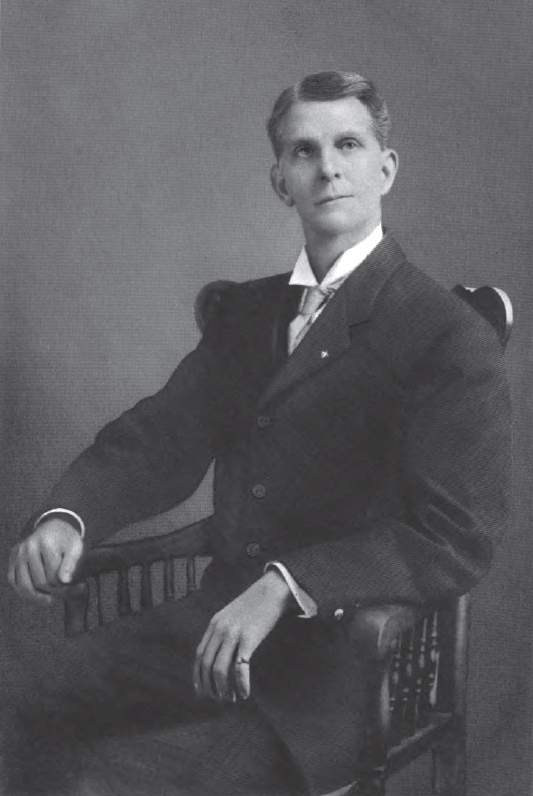
William Hopkinson Cox

William Hopkinson Cox (* 22. Oktober 1856 in Maysville, Kentucky; † 13. Oktober 1950 im Mason County, Kentucky) war ein US-amerikanischer Politiker. Zwischen 1907 und 1911 war er Vizegouverneur des Bundesstaates Kentucky.

## Werdegang
William Cox besuchte private Schulen und arbeitete danach zusammen mit seinem Bruder und Vater im Familiengeschäft für Kurzwaren. Nach dem Tod des Vaters im Jahr 1885 führten die Brüder dieses Geschäft weiter, bis sie es im Jahr 1904 verkauften. Cox stieg auch in das Bankgewerbe ein und war zwischen 1889 und 1901 Präsident der State National Bank in Maysville. Zwischenzeitlich war er auch Direktor bei einem Energieversorgungsunternehmen. Politisch schloss er sich der Republikanischen Partei an. Er wurde Mitglied im Gemeinderat von Maysville und war zeitweise dessen Vorsitzender. 1893 wurde er Bürgermeister dieses Ortes. Im Jahr 1888 lehnte er die ihm angetragene Nominierung als Kandidat für das US-Repräsentantenhaus ab. Im Juni 1892 nahm er als Delegierter an der Republican National Convention in Minneapolis teil, auf der Präsident Benjamin Harrison zur dann erfolglosen Wiederwahl nominiert wurde. Zwischen 1902 und 1906 saß Cox im Senat von Kentucky. Im Jahr 1906 war er erfolgloser republikanischer Kandidat für den US-Senat.
1907 wurde Cox an der Seite von Augustus E. Willson zum Vizegouverneur von Kentucky gewählt. Dieses Amt bekleidete er zwischen 1907 und 1911. Dabei war er Stellvertreter des Gouverneurs und Vorsitzender des Staatssenats. Nach dem Ende seiner Zeit als Vizegouverneur ist William Cox politisch nicht mehr in Erscheinung getreten. Er starb am 13. Oktober 1950, kurz vor seinem 94. Geburtstag.